# Elecciones presidenciales de Uruguay de 1882
Las elecciones presidenciales de 1882 fueron las terceras elecciones presidenciales celebradas durante el periodo conocido como "militarismo" en el Estado Oriental del Uruguay. Estas se realizaron de manera anticipada tras la renuncia de Francisco Vidal a la presidencia. Estas se realizaron el 1 de marzo de 1882 para elegir al presidente de la república en el período comprendido entre el 1 de marzo de 1882 al 1 de marzo de 1886.
Esta elección se realizó en medio del período conocido como "militarismo" en el cual todos los presidentes de dicho periodo fueron militares o estuvieron fuertemente influenciados por estos.
Esta elección se realizó bajo las normas de la constitución de 1830, la cual establecía que el presidente de la república sería elegido mediante votación nominal por todos los miembros de la Asamblea General en una sesión permanente realizada el 1 de marzo, requiriéndose una pluralidad absoluta para ser investido en el cargo.

## Antecedentes
Esta elección se realizó tras la renuncia del presidente Francisco Vidal; efectuada el 28 de febrero de 1882, tras esta renuncia; el Presidente del Senado Alberto Flangini asumiría el poder ejecutivo interinamente por 1 día.El 1 de marzo de 1882 la Asamblea General realizó elecciones presidenciales.
El presidente Vidal había sido electo para completar el periodo presidencial del presidente Lorenzo Latorre; el cual tenía previsto que acabara el 1 de marzo de 1883; sin embargo; la renuncia de Vidal a 1 año del acabar el mandato provocó que la asamblea general se dividiera en si el presidente electo el 1 de marzo de 1882 debía limitarse a solo completar el mandato de Latorre y Vidal o debía gobernar un periodo completo(4 años). Finalmente; la asamblea general se terminó decantando por la segunda opción; habiendo solo 5 legisladores que prefirieron la primera opción.

## Sistema electoral
El sufragio solo lo ejercían los miembros de la asamblea general. El voto no era secreto, ya que los Diputados y Senadores tenían que firmar su balota.

## Resultados
| Candidato      | Partido          | Votos | %      |
| -------------- | ---------------- | ----- | ------ |
| Máximo Santos  | Partido Colorado | 50    | 98.04  |
| Otro ciudadano | ?                | 1     | 1.96   |
| Total          | Total            | 51    | 100.00 |
| Fuente:        |                  |       |        |

## Consecuencias
Santos paso a la historia como un presidente autoritario y personalista.
El gobierno de Santos mostró fuerte preocupación por el ejército; dándole grandes privilegios a las fuerzas armadas y aumentando el número de soldados de 2300 a 3700.
En julio de 1882 se promulgó una ley la cual introdujo la banda presidencial; siendo Máximo Santos el primer presidente de Uruguay en ocupar dicho atributo.
Santos intentó ser reelecto presidente (a pesar de que la constitución lo prohibiera) mediante un plan, el cual consistía en ser electo Presidente del Senado y que el presidente que fuere electo en las elecciones presidenciales de 1886 renunciara; quedando así Santos como presidente del senado en ejercicio del poder ejecutivo. Para poder llevar a cabo este plan primero tenía que ser electo senador; para así poder ser electo presidente del senado, sin embargo; según los artículos 25 y 31 de la constitución de 1830 estaba prohibido que militares como Santos pudieran ser electos legisladores, por lo cual; Santos tuvo que promulgar una ley interpretativa de los artículos 25 y 31 de la constitución por la cual permitía a generales de brigada, generales de división y tenientes generales el poder ser electos legisladores siempre y cuando estos no se encuentren al mando de fuerzas o ejerciendo algún empleo administrativo al tiempo de su elección.Según la constitución de 1830 cada departamento tendría 1 senador, por lo cual Santos; mediante la ley n.° 1854; crearía el departamento de Flores para así poder ser electo senador por este departamento y así poder llevar a cabo su plan.